# Johan Fischerström
Johan Fischerström, švedski rokometaš, * 15. september 1944, † 28. september 2016.
Leta 1972 je na poletnih olimpijskih igrah v Münchnu v sestavi švedske rokometne reprezentance osvojil sedmo mesto.